# Come On, Let's Go
"Come On, Let's Go" es una canción de 1958 del músico estadounidense Ritchie Valens, el primer sencillo de su álbum de debut —posteriormente lanzó otros tres sencillos más: "Donna", "La bamba" y "That's My Little Suzie"—. Alcanzó el puesto número 42 en la lista Billboard Hot 100 durante el otoño de dicho año.

## Versiones
- El ídolo adolescente británico Tommy Steele la grabó poco después, llegando al puesto número 10 en Reino Unido.
- El grupo estadounidense The McCoys la grabó en 1966 como parte de su álbum You Make Me Feel So Good, alcanzado el top 40, en las listas de Estados Unidos y Canadá.
- Los Lobos la grabaron en 1987 para la banda sonora de la película de 1987 sobre la vida de Ritchie Valens La bamba.